# ウルフ賞物理学部門
ウルフ賞物理学部門（ウルフしょうぶつりがくぶもん）は、ウルフ賞の一部門であり、物理学の分野で優れた業績を上げた者に与えられる賞である。

## ウルフ賞物理学部門受賞者
| 受賞年        | 受賞者                                                               |
| ------------- | -------------------------------------------------------------------- |
| 1978年        | 呉健雄                                                               |
| 1979年        | ジョージ・ウーレンベック、ジュセッペ・オキャリーニ                   |
| 1980年        | マイケル・フィッシャー、レオ・カダノフ、ケネス・ウィルソン           |
| 1981年        | フリーマン・ダイソン、ゲラルド・トフーフト、ビクター・ウェイスコプフ |
| 1982年        | レオン・レーダーマン、マーチン・パール                               |
| 1983年/1984年 | アーウィン・ハーン、ペーター・ヒルシュ、セオドア・H・メイマン        |
| 1984年/1985年 | Conyers Herring、フィリップ・ノジェール                              |
| 1986年        | ミッチェル・ファイゲンバウム、Albert J. Libchaber                    |
| 1987年        | ハーバート・フリードマン、ブルーノ・ロッシ、リカルド・ジャッコーニ   |
| 1988年        | ロジャー・ペンローズ、スティーヴン・ホーキング                       |
| 1989年        | 受賞者なし                                                           |
| 1990年        | ピエール・ドジェンヌ、デイヴィッド・J・サウレス                      |
| 1991年        | Maurice Goldhaber、Valentine L. Telegdi                              |
| 1992年        | ジョゼフ・テイラー                                                   |
| 1993年        | ブノワ・マンデルブロ                                                 |
| 1994年/1995年 | ヴィタリー・ギンツブルク、南部陽一郎                                 |
| 1995年/1996年 | 受賞者なし                                                           |
| 1997年        | ジョン・ホイーラー                                                   |
| 1998年        | ヤキール・アハラノフ、マイケル・ベリー                               |
| 1999年        | ダニエル・シェヒトマン                                               |
| 2000年        | レイモンド・デイビス、小柴昌俊                                       |
| 2001年        | 受賞者なし                                                           |
| 2002年/2003年 | バートランド・ハルペリン、アンソニー・レゲット                       |
| 2004年        | ロベール・ブルー、フランソワ・アングレール、ピーター・ヒッグス       |
| 2005年        | ダニエル・クレップナー                                               |
| 2006年/2007年 | アルベール・フェール、ペーター・グリューンベルク                     |
| 2008年/2009年 | 受賞者なし                                                           |
| 2010年        | ジョン・クラウザー、アラン・アスペ、アントン・ツァイリンガー         |
| 2011年        | マキシミリアン・ハイダー、ハラルド・ローゼ、クヌート・ウルバン       |
| 2012年        | ヤコブ・ベッケンシュタイン                                           |
| 2013年        | ペーター・ツォラー、イグナシオ・シラク                               |
| 2014年        | 受賞者なし                                                           |
| 2015年        | ジェームズ・ビョルケン、ロバート・キルシュナー                       |
| 2016年        | Yoseph Imry                                                          |
| 2017年        | ミシェル・マイヨール、ディディエ・ケロー                             |
| 2018年        | チャールズ・ベネット、ジル・ブラッサール                             |
| 2019年        | 受賞者なし                                                           |
| 2020年        | Rafi Bistritzer、Pablo Jarillo-Herrero、アラン・H・マクドナルド      |
| 2021年        | ジョルジョ・パリージ                                                 |
| 2022年        | アンヌ・リュイリエ、ポール・コーカム、フェレンツ・クラウス           |
| 2023年        | 受賞者なし                                                           |
| 2024年        | マーティン・リース                                                   |
| 2025年        | Jainendra K. Jain、Moty Heiblum、James P. Eisenstein                 |